# 索爾維利耶
索爾維利耶是瑞士的城鎮，位於該國中西部，由伯恩州負責管轄，面積6.89平方公里，一半土地是森林，海拔高度681米，2011年人口266，人口密度每平方公里39人。